# 251625 Timconrow
251625 Timconrow è un asteroide della fascia principale. Scoperto nel 2010, presenta un'orbita caratterizzata da un semiasse maggiore pari a 2,7324395 UA e da un'eccentricità di 0,2708881, inclinata di 18,21643° rispetto all'eclittica.
L'asteroide è dedicato a Tim Conrow.